# جایزه ولف در پزشکی
جایزه ولف در پزشکی سالی یک بار توسط بنیاد ولف در اسرائیل اهدا می‌شود. این یکی از شش جایزه ولف
است که توسط بنیاد و از سال ۱۹۷۸ اعطا می‌شود. بقیه در بخش‌های کشاورزی، شیمی، ریاضیات، فیزیک و هنر هستند. گفته می‌شود که این جایزه دومین جایزه معتبر در علم و پیش‌بینی کننده جایزه نوبل است.